# Graeme Miller
Graeme John Miller (nascido em 20 de novembro de 1960) é um ex-ciclista neozelandês. Representou seu país, Nova Zelândia, disputando as Olimpíadas de Los Angeles 1984, Seul 1988 e Barcelona 1992 em cinco provas de ciclismo de estrada e pista.